# Remko Vrijdag
Remko Vrijdag (Waalre, 23 april 1972) is een Nederlands acteur, cabaretier en komiek.

## Loopbaan
Vrijdag richtte tijdens zijn studie aan de Akademie voor Kleinkunst in Amsterdam met zijn klasgenoten Diederik Ebbinge en Rutger de Bekker de cabaretgroep De Vliegende Panters op. Hij zong en acteerde in Het Klokhuis en speelde voor het Ro Theater. In 2011 was hij de presentator van het naar hem genoemde televisieprogramma Vrijdag op Maandag, de opvolger van Comedy Live (waar hij ook aan meedeed).
Hij speelde in de films Kikkerdril (2009), Finnemans (2010), Gooische Vrouwen (2011), Dolfje Weerwolfje (2011) en Alles is familie (2012), in de musicals Dromen... zijn bedrog (2009) en Into the Woods (2010) en in de theatervoorstelling No Way to treat a Lady (2008).
In het theaterseizoen 2012–2013 toerde hij samen met Martine Sandifort langs de Nederlandse theaters met het theaterprogramma Hulphond.
En in seizoen 2014–2015 eveneens met Martine Sandifort in het programma Löyly. In het seizoen 2019–2020 speelde hij opnieuw met haar in het programma Voorlopig voor altijd.
Voor het televisieprogramma Cojones imiteerde Vrijdag in 2016 Marco Borsato, Mark Rutte, Geert Wilders en Twan Huys. Tijdens het Gouden Televizier-Ring Gala 2016 imiteerde hij nogmaals Mark Rutte, voor de uitreiking van de Zilveren Televizier Ster voor beste presentatrice (gewonnen door Chantal Janzen). Dit optreden werd door het publiek echter niet in dank afgenomen.
In 2020 blies Vrijdag zijn Rutte-personage nieuw leven in in het satirische programma Nieuw Zeer, met een persiflage op de corona-persconferenties van Mark Rutte, terzijde gestaan door de gebarentolk Irma Sluis, gespeeld door Martine Sandifort.
In 2022 bracht Vrijdag met Cor Bakker en Fay Lovsky het theaterconcert Zwaaien met je onderbroek, gebaseerd op het repertoire van de componist Harry Bannink. 
In 2022/2023 speelde Vrijdag de hoofdrol (Willy Wonka) in de musical Charlie and the Chocolate Factory.
Vrijdag is sinds 17 maart 2023 te zien in de Videoland-serie Hockeyvaders waarin hij de rol van Wouter vervult. Verder deed hij in 2023 diverse persiflages in het televisieprogramma Hotel Hollandia.

## Filmografie
- Achilles en het zebrapad (1995) - koerier op de Dam
- Otje (1998) - Kwark de Kraai
- Daar vliegende panters (2001) - Pascal Smulders
- Top of the Pops (2001) - kassameisje
- Evelien (2006) - diverse stemmen
- Alles is liefde (2007) - Guido
- Bolt (2008) - Duif Bobby (stem)
- Kikkerdril (2009) - buschauffeur Arie
- Coach (2009) - casting director
- Finnemans (2010) - Roelof
- Gooische vrouwen (2011) - Dennis
- Dolfje Weerwolfje (2011) - vader Vriends
- Alles is familie (2012) - Fulco
- Divorce (2015) - Tim Cornelis
- Jack bestelt een broertje (2015) - Thor Thoontjes
- Poesjes (2015) - Boudewijn
- De regels van Floor (2022) - vader van Hannah
- Hotel Hollandia (2023) - Marco Borsato / Mark Rutte / Louis van Gaal / Mick Jagger / Twan Huys / Matthijs van Nieuwkerk
- Wonka (2023) - Larry Chucklesworth (stem)
- Vos en Haas redden het bos - Rat (stem)

## Prijzen
- 1995: Wim Sonneveldprijs met De Vliegende Panters
- 1996: Pall Mall Exportprijs
- 1996: Pisuisse-prijs (beste theaterprestatie van een (afstuderende) leerling van de Academie voor Kleinkunst)
- 2009: Nominatie John Kraaijkamp Musical Award voor Beste mannelijke hoofdrol in een kleine musical voor zijn rol in Dromen... zijn bedrog